# Eleição municipal de Formosa (Goiás) em 2016
A eleição municipal de Formosa em 2016 foi realizada para eleger um prefeito, um vice-prefeito e 17 vereadores no município de Formosa, no estado brasileiro de Goiás. Foram eleitos Ernesto Roller (MDB) e Gustavo Marques de Oliveira para os cargos de prefeito(a) e vice-prefeito(a), respectivamente. Seguindo a Constituição, os candidatos são eleitos para um mandato de quatro anos a se iniciar em 1º de janeiro de 2017. A decisão para os cargos da administração municipal, segundo o Tribunal Superior Eleitoral, contou com 71 871 eleitores aptos e 14 715 abstenções, de forma que 20.47% do eleitorado não compareceu às urnas naquele turno.

## Antecedentes
A eleição municipal para prefeito de Formosa, em 2012, teve uma disputa acirrada entre os dois primeiros candidatos Itamar Sebastiao Barreto (PSD) e Ernesto Roller (PMDB). Itamar Barreto foi eleito com 53.32% dos votos válidos. O partido que mais elegeu vereadores foi o PP, com quatro vereadores.
Problemas de infraestrutura foram destacados no período do governo de Itamar Barreto. Dentre uma série de medidas impopulares por conta da falta de verba, ficou notório o cancelamento do carnaval da cidade em 2013, decisão tomada pelo então prefeito Itamar Barreto, para contornar a situação de déficit do município.
Outra situação que foi bastante comum durante o governo do prefeito Itamar foi a sua conduta negativa junto aos funcionários públicos municipais chegando ao ponto de enfrentar o maior movimento paredista do município de Formosa ocorrida em 2016 com 70 dias de uma dura batalha ao ponto de a Justiça Estadual decretá-la como greve legal.

## Campanha
A ampla vantagem de Ernesto Roller em relação a seus adversários já era apontada nas pesquisas eleitorais durante a campanha eleitoral e se comprovou com a vitória com mais de 76% dos votos. Ernesto Roller foi atacado pela oposição por abandonar o cargo de Deputado estadual para concorrer a prefeitura, mas ganhou muitos votos por prometer uma nova política, em oposição ao governo anterior de Itamar Barreto.

## Resultados

### Eleição municipal de Formosa em 2016 para Prefeito
A eleição para prefeito contou com 3 candidatos em 2016: Rodrigo Cesar Faleiro de Lacerda do Partido Socialista Brasileiro, Ernesto Guimaraes Roller do Movimento Democrático Brasileiro (1980), Altamir Gualberto Salgado do Partido dos Trabalhadores que obtiveram, respectivamente, 10 876, 38 915, 959 votos. O Tribunal Superior Eleitoral também contabilizou 20.47% de abstenções nesse turno.
| Candidato(a)                           | Vice                        | Coligação                                 | Votos recebidos | Percentual |
| -------------------------------------- | --------------------------- | ----------------------------------------- | --------------- | ---------- |
| Ernesto Guimaraes Roller (MDB)         | Gustavo Marques de Oliveira | Prefeitura para Todos                     | 38915           | 76.68%     |
| Rodrigo César Faleiro de Lacerda (PSB) | Cacildo Gonçalves Ramos     | O Novo Com a Força do Povo                | 10876           | 21.43%     |
| Altamir Gualberto Salgado (PT)         | Jorge Santos do Rego        | Partido dos Trabalhadores (sem coligação) | 959             | 1.89%      |

### Eleição municipal de Formosa em 2016 para Vereador
Na decisão para o cargo de vereador na eleição municipal de 2016, foram eleitos 17 vereadores com um total de 52 161 votos válidos. O Tribunal Superior Eleitoral contabilizou 2 390 votos em branco e 2 605 votos nulos. De um total de 71 871 eleitores aptos, 14 715 (20.47%) não compareceram às urnas.
| Nome                                | Partido político                       | Coligação                     | Votos recebidos | Percentual |
| ----------------------------------- | -------------------------------------- | ----------------------------- | --------------- | ---------- |
| Roberta Soares de Brito             | Partido Socialista Brasileiro (PSB)    | Novo Caminho Para Formosa     | 1388            | 2.66%      |
| Edmundo Nunes Dourado               | Partido Progressista (PP)              | Unidos por uma Formosa Melhor | 1247            | 2.39%      |
| Genedir Vicente Benetti Ribas       | Democratas (DEM)                       | Democracia e Solidariedade    | 1215            | 2.33%      |
| Carlos Gomes de Moura               | Democratas (DEM)                       | Democracia e Solidariedade    | 1214            | 2.33%      |
| Bruno Rogerio de Araujo             | Movimento Democrático Brasileiro (MDB) | Prefeitura Para Todos II      | 1116            | 2.14%      |
| Luziano Martins de Araujo           | Movimento Democrático Brasileiro (MDB) | Prefeitura Para Todos II      | 1060            | 2.03%      |
| Almiro Francisco Gomes              | Partido Social Liberal (PSL)           | Democracia e Solidariedade    | 835             | 1.6%       |
| Jurandir Humberto Alves de Oliveira | Partido da República (PR)              | Unidos Para Vencer            | 817             | 1.57%      |
| Eduardo Leonel de Paiva             | Partido Social Democrático (PSD)       | Unidos por uma Formosa Melhor | 816             | 1.56%      |
| Domingos Sena Lopes Filho           | Movimento Democrático Brasileiro (MDB) | Prefeitura Para Todos II      | 809             | 1.55%      |
| Miguel Rubens dos Santos Oliveira   | Partido Progressista (PP)              | Unidos por uma Formosa Melhor | 790             | 1.51%      |
| Aristoteles de Lacerda Neto         | Partido Socialista Brasileiro (PSB)    | Novo Caminho Para Formosa     | 746             | 1.43%      |
| Rafael de Almeida Barros            | Partido Socialista Brasileiro (PSB)    | Novo Caminho Para Formosa     | 623             | 1.19%      |
| Clayton Dantas Dias                 | Partido Trabalhista Brasileiro (PTB)   | Unidos Para Vencer            | 610             | 1.17%      |
| Acinemar Goncalves Costa            | Partido Comunista do Brasil (PCdoB)    | Unidos Para Vencer            | 560             | 1.07%      |
| Wenner Patrick de Sousa             | Partido Social Cristão (PSC)           | Unidos por Formosa            | 542             | 1.04%      |
| Joelson Roberto Vaz Santiago        | Partido Republicano Progressista (PRP) | Renova Formosa                | 350             | 0.67%      |

## Análise
A eleição de Ernesto Roller foi entendida como uma ruptura com o governo anterior. O governo do ex-prefeito, Itamar Barreto, foi marcado pelas restrições econômicas dado o déficit do município e pela acusação de não cumprir as promessas de campanha. A principal estratégia de Ernesto Roller foi marcar oposição clara ao governo de Itamar Barreto.